# Temporada 1996 de Indy Racing League
La temporada de 1996 de Indy Racing League, oficialmente, es la primera temporada oficial de dicho campeonato (actual IndyCar Series). El campeonato surgió en 1996 tras su separación de CART (después Champ Car World Series). Dicha competencia consistía en sólo tres carreras. Entre las destacables era el Walt Disney World Speedway, la cual se completó a tiempo para acoger la primera carrera de la temporada, convirtiéndose en la primera prueba de la IRL. El Circuito de Phoenix International Raceway dejó de competir en la CART y se convirtió en una competencia para la IRL, siendo el primer circuito en cambiarse de categoría (sin contar Indianapolis), y organizó el segundo evento de la temporada. La temporada de 1996 concluyó con la 80a edición de las 500 Millas de Indianápolis.

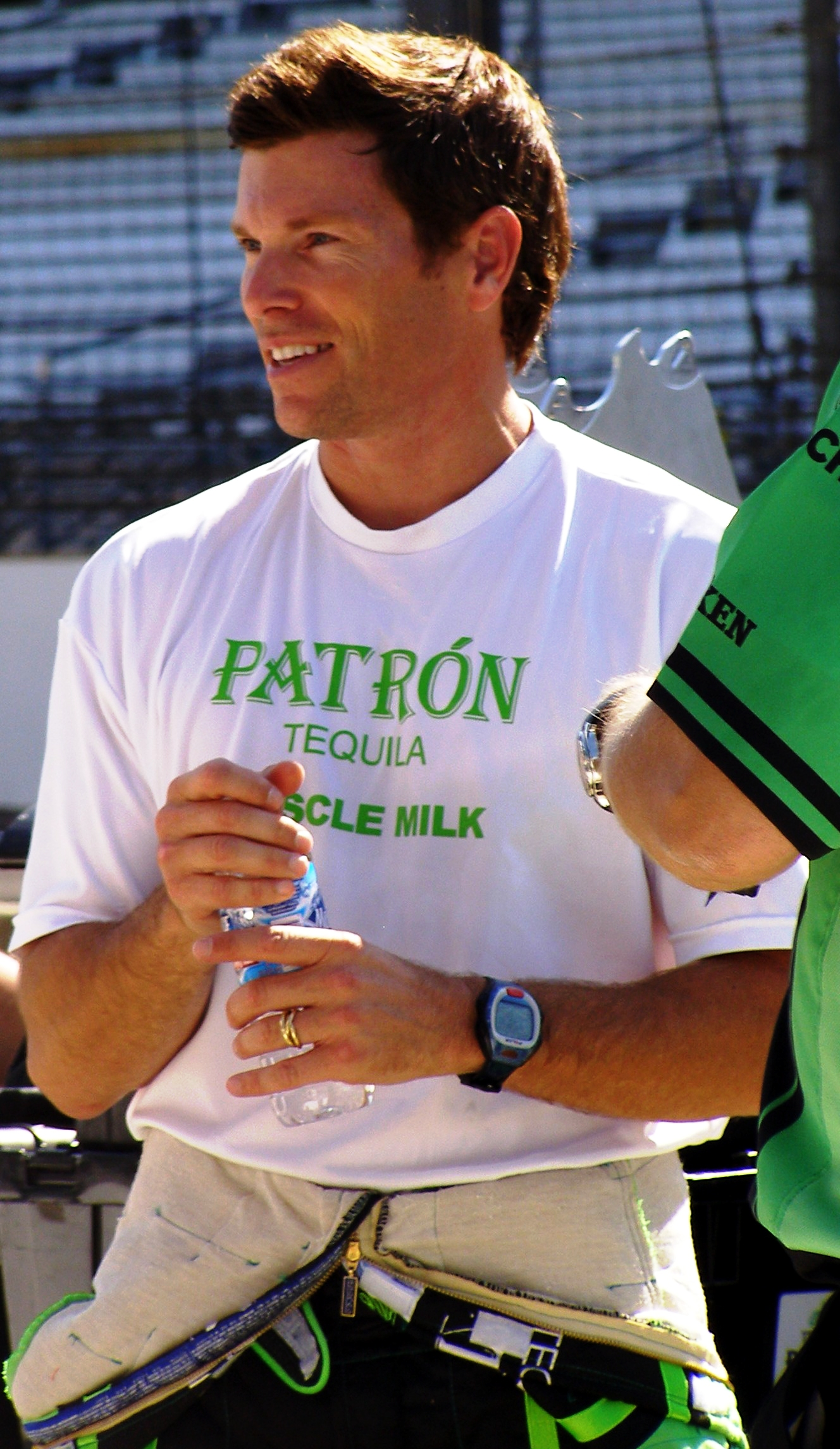
Scott Sharp Co-Campeón de la serie IndyCar de 1996 junto a Buzz Calkins

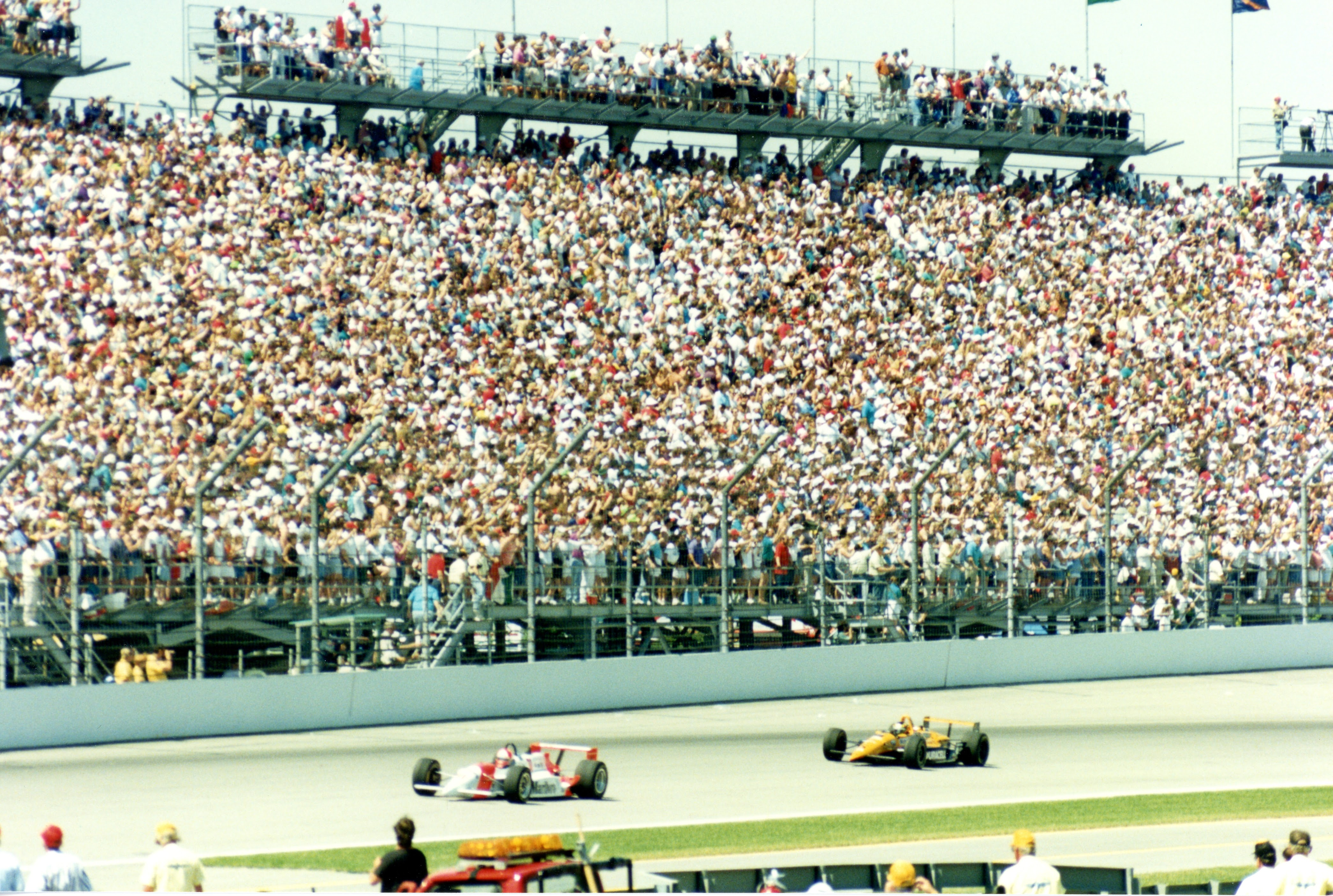
Competencia en Indy 500

## Desarrollo de la temporada
El 23 de enero de 1995, en el Magic Kingdom de Walt Disney World la IRL anunció las fechas para la temporada inaugural de 1996 con dos carreras programadas que fueron el Indy 200 en el Walt Disney World Speedway, que fue programada para el 27 de enero de 1996, y la edición 80 de las 500 millas de Indianápolis, la cual fue fijada para el 26 de mayo de ese año. El 3 de abril, la IRL anunció que el Phoenix International Raceway sería la tercera carrera programada y que la carrera de Las Vegas Motor Speedway también sería incluida para la temporada de 1996, pero esta última no fue confirmada debido a que el circuito se encontraba en construcción. Más tarde ese mes, el 13 de abril de 1995, se anunciaron las fechas para las carreras de Phoenix (24 de marzo de 1996) y Las Vegas (15 de septiembre de 1996). El 30 de mayo de 1995, el New Hampshire International Speedway anunció que oficialmente había cambiado sus alianzas de CART a IRL, y programó su carrera para el 18 de agosto de 1996.
El plan original era que cada temporada de la Indy Racing League finalizara con las 500 Millas de Indianápolis. Así, el campeón de IRL tendría el honor de terminar ganando el campeonato de la categoría, y según su desempeño en la misma hasta podría llevarse como premio extra al ganar Indy 500. La segunda temporada correspondía a una temporada de otoño-invierno-primavera (1996-97), comenzando inmediatamente después de la Indy 500, extendiéndose por más de dos años el calendario para concluir en la edición 81 de las 500 millas de Indianápolis. Como resultado, las dos carreras anunciadas de New Hampshire y Las Vegas, y las mencionadas de Walt Disney, Phoenix e Indianápolis conformarían la temporada 1996-97. Pero, el formato de dicha programación, sin embargo, fue contra la corriente tradicional en los deportes de motor, y la idea se desechó finalmente en octubre, a pesar de que ya se habían corrido dos carreras de la segunda temporada. Se decidió el retorno al formato anual tradicional para 1998.

## Calendario
| Ronda | Circuito                      | Fecha       | Distancia en km        | Pole position | Vuelta rápida | Piloto ganador | Vuelta más rápida     |
| ----- | ----------------------------- | ----------- | ---------------------- | ------------- | ------------- | -------------- | --------------------- |
| 1     | Walt Disney World Speedway    | 27 de enero | 200 vueltas 200 millas | Buddy Lazier  | Buzz Calkins  | Buzz Calkins   | Buzz Calkins          |
| 2     | Phoenix International Raceway | 24 de marzo | 200 vueltas 200 millas | Arie Luyendyk | Arie Luyendyk | Arie Luyendyk  | Arie Luyendyk         |
| 3     | Indianapolis Motor Speedway   | 26 de mayo  | 250 vueltas 500 millas | Tony Stewart* | Eddie Cheever | Buddy Lazier   | Roberto José Guerrero |

* - Scott Brayton fue el piloto más rápido en calificar para la edición de 80 la 500 Millas de Indianápolis, pero murió durante las prácticas. Por lo tanto, el californiano Tony Stewart, quien había calificado segundo se quedó con la pole position.
- Al finalizar la temporada 1996, Scott Sharp y Buzz Calkins empataron por puntos. Como no existían criterios de desempate, ambos fueron declarados campeones.

## Resultados
| Pos. | Piloto              | WDW | PHX | INDY | Puntos2 |
| ---- | ------------------- | --- | --- | ---- | ------- |
| 1    | Buzz Calkins        | 1*  | 6   | 17   | 246     |
| 1    | Scott Sharp         | 11  | 2   | 10   | 246     |
| 3    | Robbie Buhl         | 3   | 13  | 9    | 240     |
| 4    | Richie Hearn        | 19  | 4   | 3    | 237     |
| 4    | Roberto Guerrero    | 5   | 16  | 5*   | 237     |
| 6    | Mike Groff          | 6   | 3   | 20   | 228     |
| 7    | Arie Luyendyk       | 14  | 1*  | 16   | 225     |
| 8    | Tony Stewart        | 2   | 11  | 24   | 204     |
| 9    | Johnny O'Connell    | 7   | 5   | 29   | 192     |
| 9    | Davey Hamilton      | 12  | 17  | 12   | 192     |
| 11   | Michele Alboreto    | 4   | 8   | 30   | 189     |
| 12   | Lyn St. James       | 8   | 21  | 14   | 186     |
| 13   | Stéphan Grégoire    | 16  | 7   | 27   | 165     |
| 14   | Buddy Lazier        | 17  | DNS | 1    | 159     |
| 15   | John Paul Jr.       | 9   | 14  | 31   | 153     |
| 16   | Eddie Cheever       | 10  | DNS | 11   | 147     |
| 17   | Johnny Parsons      | 18  | 12  | 28   | 141     |
| 18   | Scott Brayton       | 15  | 18  | DNS1 | 111     |
| 19   | David Kudrave       | 20  | 10  | DNQ  | 80      |
| 20   | Michel Jourdain Jr. |     | 20  | 13   | 74      |
| 20   | Jim Guthrie         |     | 15  | 18   | 74      |
| 22   | Fermín Vélez        |     | 19  | 21   | 60      |
| 23   | Eliseo Salazar      | DNS |     | 6    | 58      |
| 24   | Johnny Unser        |     | 9   | 33   | 56      |
| 25   | Stan Wattles        | 13  | DNS |      | 44      |
| 26   | Davy Jones          |     |     | 2    | 33      |
| 27   | Paul Durant         |     | 22  | 32   | 32      |
| 28   | Alessandro Zampedri |     |     | 4    | 31      |
| 29   | Danny Ongais        |     |     | 7    | 28      |
| 30   | Hideshi Matsuda     |     |     | 8    | 27      |
| 31   | Scott Harrington    |     |     | 15   | 20      |
| 31   | Racin Gardner       |     | DNQ | 25   | 20      |
| 33   | Mark Dismore        |     |     | 19   | 16      |
| 34   | Joe Gosek           |     |     | 22   | 13      |
| 35   | Brad Murphey        |     |     | 23   | 12      |
| 36   | Marco Greco         |     |     | 26   | 9       |
| —    | Justin Bell         |     |     | DNQ  | 0       |
| —    | Billy Boat          |     |     | DNQ  | 0       |
| —    | Butch Brickell      | DNQ |     | DNQ  | 0       |
| —    | Jim Buick           | DNQ |     |      | 0       |
| —    | Tyce Carlson        |     |     | DNQ  | 0       |
| —    | Rick DeLorto        | DNQ |     |      | 0       |
| —    | Dan Drinan          |     | DNQ | DNQ  | 0       |
| —    | Andy Michner        |     |     | DNQ  | 0       |
| —    | Bill Tempero        | DNQ |     |      | 0       |
| —    | Randy Tolsma        |     |     | DNQ  | 0       |
| —    | Rob Wilson          |     |     | DNQ  | 0       |
| Pos. | Piloto              | WDW | PHX | INDY | Puntos2 |

| Color       | Resultados                    |
| ----------- | ----------------------------- |
| Oro         | Ganador                       |
| Plata       | 2° Lugar                      |
| Bronce      | 3° Lugar                      |
| Verde       | 4° y 5° Lugar                 |
| Azul claro  | 6° – 10° Lugar                |
| Azul oscuro | Finalizó (Fuera del Top 10)   |
| Púrpura     | No acabaron la carrera        |
| Rojo        | No lograron calificarse (DNQ) |
| Marrón      | No Arrancó (DNS)              |
| Negro       | Descalificado (DSQ)           |
| Blanco      | No Arrancó (DNS)              |
| Blanco      | Abandono por carrera (C)      |
| Sin color   | No participó                  |

| In-line notation                                                            | |
| Negrita                                                                     | Pole position (1 punto; excepto en Indy y Iowa)                                                            |
| 1 Como la clasificación fue cancelada, no se otorgan el punto al polesitter | |
| Cursiva                                                                     | Vuélta más rápida                                                                                          |
| *                                                                           | Mayor Número de vueltas lideradas (2 puntos)                                                               |
| DNS                                                                         | Piloto que no calificó No logró arrancar (DNS), gana la 1/2 de los Puntos por haber calificado/participado |
| Novato del Año                                                              | |
| Novato                                                                      | |

Los puntos se otorgan a los pilotos sobre las siguientes bases:
| Posición | 1  | 2  | 3  | 4  | 5  | 6  | 7  | 8  | 9  | 10 | 11 | 12 | 13 | 14 | 15 | 16 | 17 | 18 | 19 | 20 | 21 | 22 | 23 | 24 | 25 | 26 | 27 | 28 | 29 | 30 | 31 | 32 | 33 |
| Puntos   | 35 | 33 | 32 | 31 | 30 | 29 | 28 | 27 | 26 | 25 | 24 | 23 | 22 | 21 | 20 | 19 | 18 | 17 | 16 | 15 | 14 | 13 | 12 | 11 | 10 | 9  | 8  | 7  | 6  | 5  | 4  | 3  | 2  |